# Azemra Gebru
Azemra Gebru (ur. 5 maja 1992 w Maychew) – etiopska lekkoatletka specjalizująca się w biegach długodystansowych.

## Osiągnięcia
| Rok  | Impreza                                   | Miejsce      | Konkurencja          | Pozycja    | Wynik   |
| ---- | ----------------------------------------- | ------------ | -------------------- | ---------- | ------- |
| 2010 | Mistrzostwa świata juniorów               | Moncton      | bieg na 800 m        | eliminacje | 2:23,08 |
| 2011 | Mistrzostwa świata w biegach przełajowych | Punta Umbría | bieg juniorek (6 km) | 3. miejsce | 18:54   |
| 2011 | Mistrzostwa świata w biegach przełajowych | Punta Umbría | drużyna juniorek     | 1. miejsce |         |
| 2011 | Mistrzostwa Afryki juniorów               | Gaborone     | bieg na 3000 m       | 1. miejsce | 9:11,84 |

Medalistka mistrzostw kraju.